# Красний Міст
Красний Міст (рос. Красный Мост; адиг. Лъэмыдж Плъыжь) — хутір Майкопського району Адигеї Росії. Входить до складу Краснооктябрського сільського поселення.
Населення — 41 особа (2015 рік).